# Kirk Bramwith
Kirk Bramwith – wieś w Anglii, w hrabstwie ceremonialnym South Yorkshire, w dystrykcie metropolitalnym Doncaster. Leży 36 km na północny wschód od miasta Sheffield i 241 km na północ od Londynu. W 2001 miejscowość liczyła 200 mieszkańców.